# Itajá (Goiás)
| \| Itajá \|                       |
| Lage der Ortschaft Itajá in Goiás |
| Itajá                             |

| Itajá |

Itajá ist eine brasilianische politische Gemeinde im Bundesstaat Goiás in der Mesoregion Süd-Goiás und der Mikroregion Quirinópolis. Sie liegt südwestlich der brasilianischen Hauptstadt Brasília und von Goiânia, der Hauptstadt des Bundesstaates.
Weitere Ortschaften in der Gemeinde sind Termas de Itajá, Olaria da Fumaça und Aporé (letztere an der Mündung des Rio Aporé in den Rio Paranaíba).

## Lage
Itajá grenzt an folgende Gemeinden:
- im Nordosten an Itarumã
- im Südosten an Limeira do Oeste (MG)
- im Südwesten an Lagoa Santa, Paranaíba und Cassilândia (beide MS)
- im Nordwesten an Aporé

Die Gemeinde liegt zwischen den Flüssen Rio Corrente und Rio Aporé (auch Rio do Peixe genannt, den Aporé bedeutet Fluss der Fische). Beide fließen von Nordwest nach Südost und münden als rechte Zuflüsse in den Rio Paranaíba respektive seinen Ilha-Solteira-Stausee, welcher die südöstliche Gemeindegrenze bildet. Der Rio Aporé mündet am Dreiländereck von Goiás, Minas Gerais und Mato Grosso do Sul in den Rio Paranaíba.